# Hyles siehei
Hyles siehei is een vlinder uit de familie van de pijlstaarten (Sphingidae). De wetenschappelijke naam van de soort werd in 1903 gepubliceerd door Rudolf Püngeler.